# تیچرخ

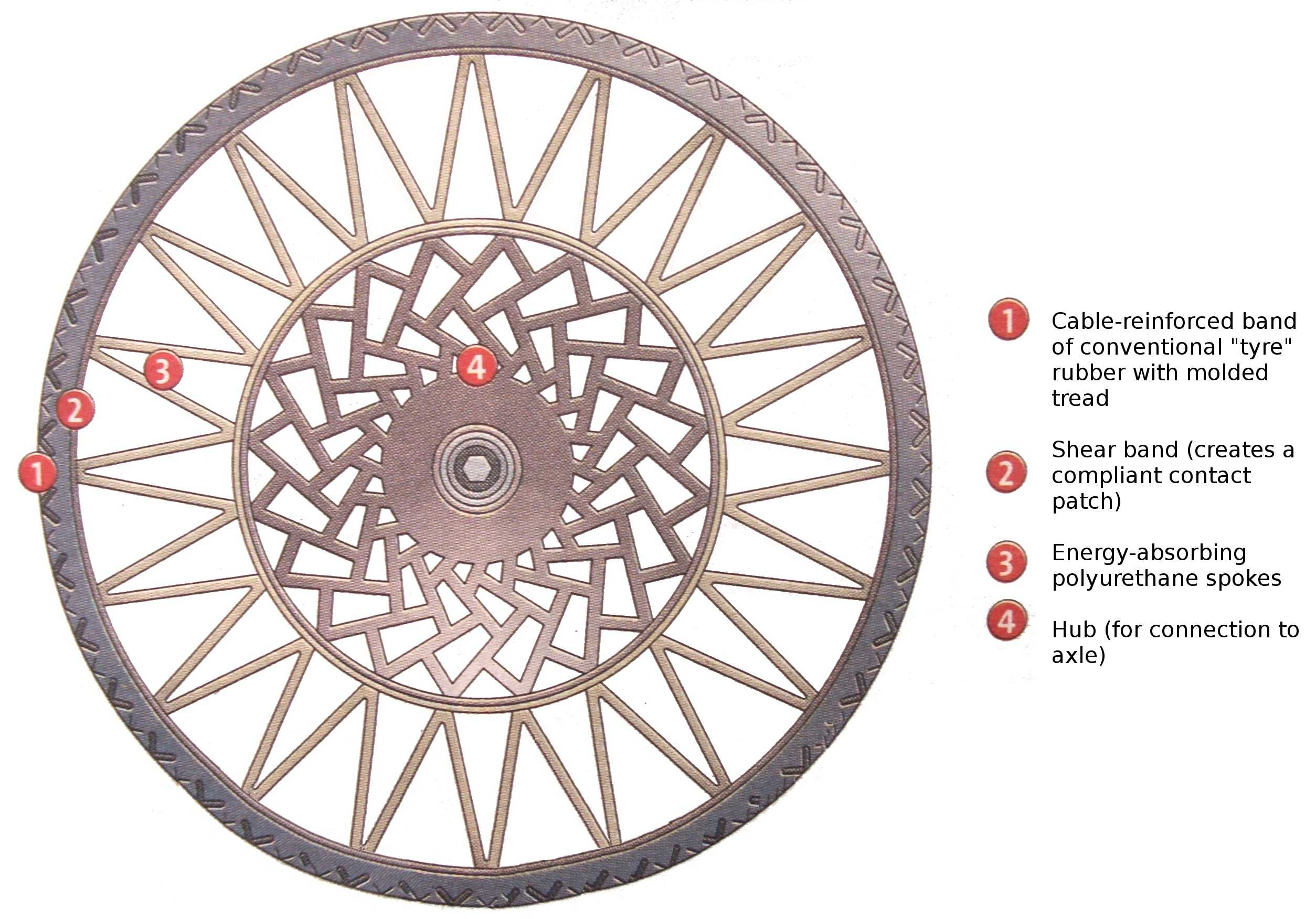
طراحی تایر بی‌باد تیچرخ

تیچرخ (یک واژه مرکب از تایر و چرخ) یک تایر بی‌باد طراحی و توسعه یافته توسط فرانسه شرکت تایر میشلن است. مزیت قابل توجه آن نسبت به لاستیک‌های بادی این است که تیچرخ از تویی پُر از هوای فشرده استفاده نمی‌کند و بنابراین نمی‌تواند بترکد، نشت فشار کند یا پنچر شود. در عوض، توپی تیچرخ از طریق پره‌های پلی‌اورتان انعطاف‌پذیر به رینگ متصل می‌شود که نقش ضربه‌گیر فراهم‌شده توسط هوای فشرده در یک تایر مرسوم را برآورده می‌کند.

## طرح
تیچرخ شامل یک نوار لاستیکی معمولی تایر با آج شکل داده شده، یک میله برشی درست در زیر آج که یک تکه تماس منعطف ایجاد می‌کند، یک سری پره‌های پلی‌اورتان جذب‌کننده-انرژی و یک ساختار توپی چرخ داخلی یکپارچه است. هم میله برشی و هم پره‌های پلی‌اورتان را می‌توان طوری طراحی کرد که سفتی جهتی کالیبره شده‌ای را برای کنترل نحوه کنترل تیچرخ و نحوه کنترل بارها ایجاد کند. بسته به الزامات کاربرد، ساختار توپی چرخ داخلی ممکن است سفت یا منعطف باشد، و به این ترتیب ممکن است حاوی ماتریسی از ساختارهای پلاستیکی تغییر شکل‌پذیر باشد که تحت بار خم می‌شوند و متعاقباً به شکل اولیه خود برمی گردند. با تغییر ضخامت و اندازه پره‌ها، عناصر طراحی را می‌توان برای مهندسی طیف وسیعی از ویژگی‌های سواری و بررسی دستکاری کرد. آج می‌تواند مانند سایر لاستیک‌های معمولی جداگانه و قابل تعویض است.

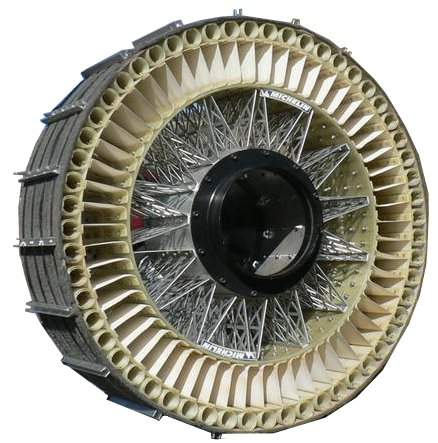
تیچرخ LRI AB اسکاراب